# Swiss Cyclocross Cup 2024-2025
De Swiss Cyclocross Cup 2024-2025 is de derde editie van het regelmatigheidscriterium in het veldrijden. De Swiss Cyclocross Cup bestond uit 5 crossen op 5 locaties in Zwitserland.
Dario Lillo werd eindwinnaar bij de mannen en bij de vrouwen won Elisabeth Brandau.

## Mannen elite

### Kalender en podia
| Datum            | Locatie        | Cat. | Winnaar        | Tweede          | Derde          | Leider in het klassement |       |
| ---------------- | -------------- | ---- | -------------- | --------------- | -------------- | ------------------------ | ----- |
| 13 oktober 2024  | Steinmaur      | C2   | Lander Loockx  | Dario Lillo     | Loris Rouiller | Lander Loockx            | [ 1 ] |
| 20 oktober 2024  | Schneisingen   | C2   | Dario Lillo    | Nicolas Halter  | Gilles Mottiez | Dario Lillo              | [ 2 ] |
| 27 oktober 2024  | Mettmenstetten | C2   | Dario Lillo    | David Menut     | Gilles Mottiez | Dario Lillo              | [ 3 ] |
| 10 november 2024 | Hittnau        | C2   | Loris Rouiller | Dario Lillo     | Nicolas Bard   | Dario Lillo              | [ 4 ] |
| 17 november 2024 | Dielsdorf      | C2   | Loris Rouiller | Lorenzo Marasco | Gilles Mottiez | Dario Lillo              | [ 5 ] |

## Vrouwen elite

### Kalender en podia
| Datum            | Locatie        | Cat. | Winnares          | Tweede            | Derde               | Leidster in het klassement |        |
| ---------------- | -------------- | ---- | ----------------- | ----------------- | ------------------- | -------------------------- | ------ |
| 13 oktober 2024  | Steinmaur      | C2   | Elisabeth Brandau | Célia Gery        | Julie Brouwers      | Elisabeth Brandau          | [ 6 ]  |
| 20 oktober 2024  | Schneisingen   | C2   | Elisabeth Brandau | Lea Stern         | Lara Krahemann      | Elisabeth Brandau          | [ 7 ]  |
| 27 oktober 2024  | Mettmenstetten | C2   | Célia Gery        | Elisabeth Brandau | Amandine Muller     | Elisabeth Brandau          | [ 8 ]  |
| 10 november 2024 | Hittnau        | C2   | Elisabeth Brandau | Rebekka Estermann | Marlene Petitgirard | Elisabeth Brandau          | [ 9 ]  |
| 17 november 2024 | Dielsdorf      | C2   | Perrine Clauzel   | Lucia Bramati     | Elisabeth Brandau   | Elisabeth Brandau          | [ 10 ] |

Kampioenschappen:  Wereldkampioenschappen ·
 Europese kampioenschappen ·
 Belgische kampioenschappen ·
 Nederlandse kampioenschappen
Klassementen:  Wereldbeker ·
 Superprestige ·
 X²O Badkamers Trofee ·
 HSF System Cup ·
 Trek USCX Series ·
 Coupe de France ·
 National Trophy Series ·
 Copa de España ·
 Swiss Cyclocross Cup ·
 Hope Supercross Series
Overig:  Exact Cross ·  Losse crossen België
Sjabloon:Navigatie Swiss Cyclocross Cup